# Barenboim-Said-Akademie

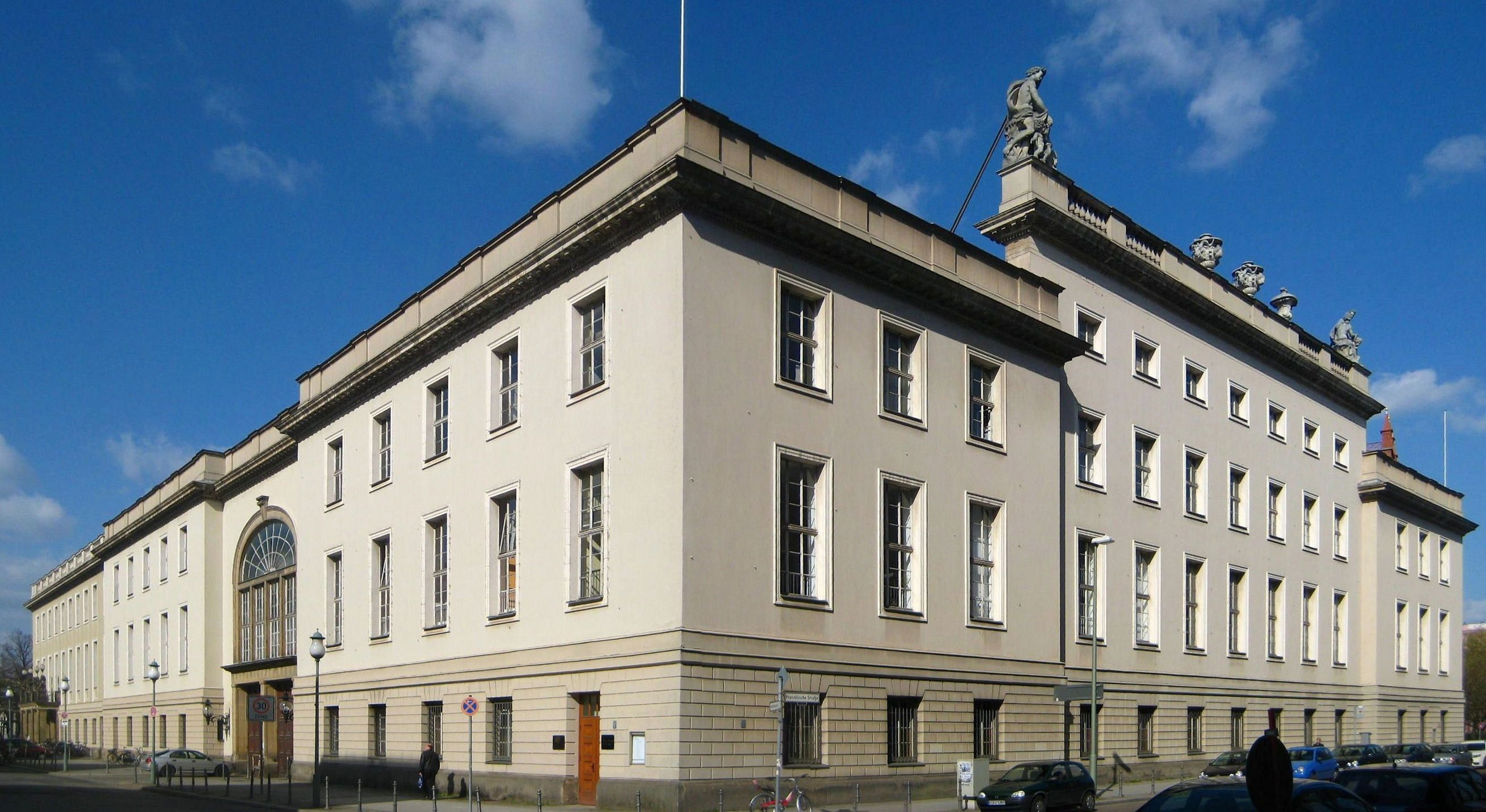
Barenboim-Said-Akademie in der Französischen Straße

Die Barenboim-Said Akademie (kurz: BSA) ist eine Musikhochschule in Berlin-Mitte. Sie ist nach dem argentinisch-israelischen Pianisten und Dirigenten Daniel Barenboim und dem amerikanisch-palästinensischen Literaturkritiker Edward Said benannt. Ihr Gebäude ist das frühere Kulissendepot der Staatsoper Unter den Linden; es befindet sich in deren rückwärtig angrenzendem Bereich an der Französischen Straße.

## Musikakademie

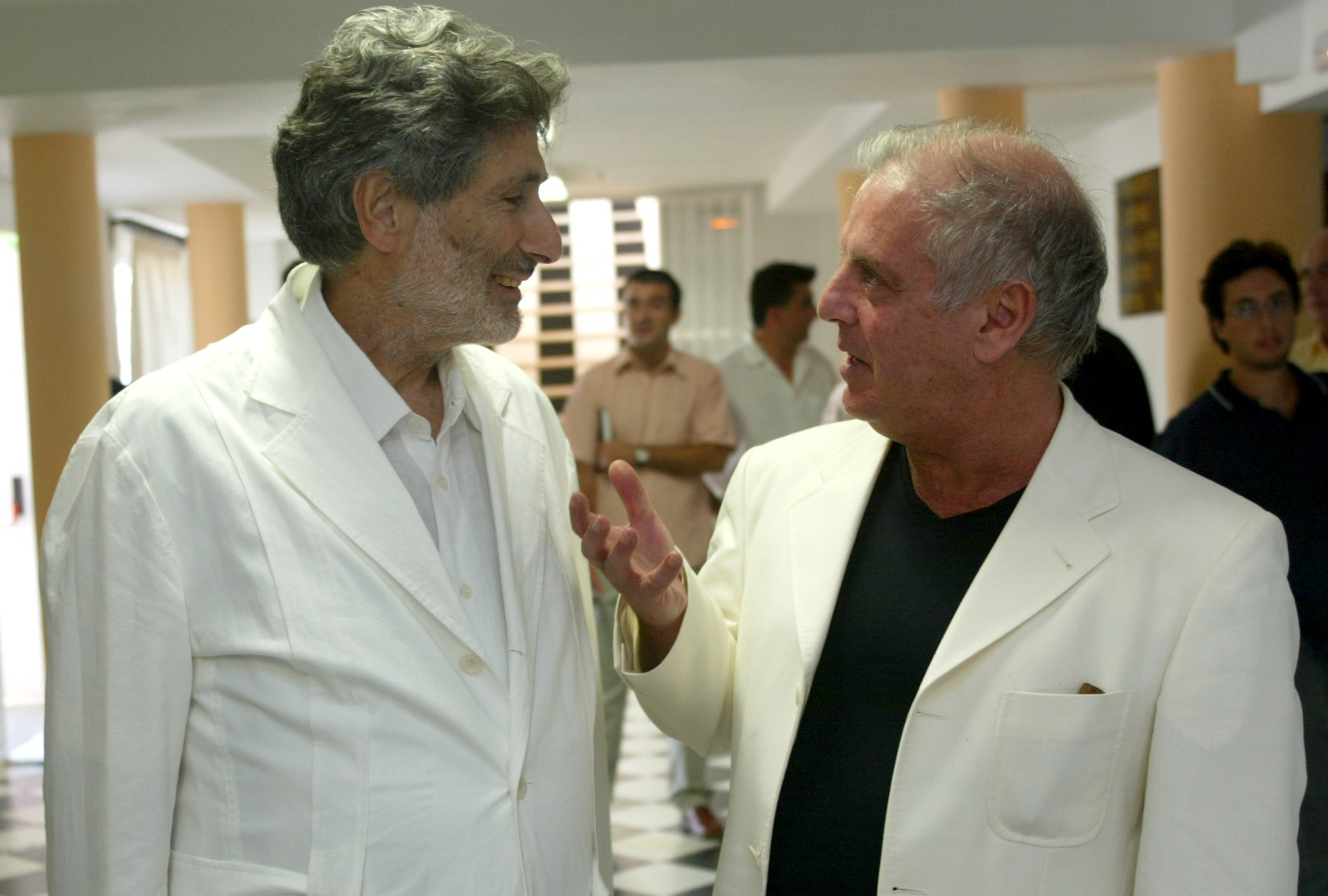
Edward Said und Daniel Barenboim, 2002

In der Musikakademie sollen bis zu 90 Stipendiaten aus den Ländern des Nahen Ostens und Nordafrika unterrichtet werden. Der Unterricht begann mit dem Wintersemester 2016/2017.
Vier Studienprogramme in allen Orchesterinstrumenten, Komposition und Klavier werden angeboten:
- Bachelor of Music (undergraduate degree; Regelstudienzeit vier Jahre)[5]
- Master of Music (graduate degree, Regelstudienzeit zwei Jahre)[6]
- Preparatory Program (vorbereitendes Studienjahr)
- Artist Diploma (einjähriges Diplom)[7]

Neben der musikalischen Ausbildung liegt ein weiterer Schwerpunkt in der geisteswissenschaftlichen Lehre („Humanities Program“), bei dem die Studierenden Kurse in Geschichte, Literatur und Philosophie besuchen.
Initiator der Akademie war Daniel Barenboim, der mit dem Literaturkritiker Edward Said 1999 in Weimar bereits das West-Eastern Divan Orchestra mit palästinensischen und israelischen Musikern gründete. Diese völkerverständigende Motivation führte schließlich zur Gründung der Akademie, deren Träger die gemeinnützige Barenboim-Said Akademie gGmbH ist.
Gefördert wird das Projekt durch die Beauftragte für Kultur und Medien sowie das Auswärtige Amt der Bundesrepublik, das die Finanzierung der Stipendien übernimmt.
Gründungsrektor war der frühere Kulturstaatsminister Michael Naumann. Im April 2022 löste ihn Regula Rapp ab. Intendant für den Veranstaltungssaal ist seit 2015 Ole Bækhøj.

## Akademiekonzerte und Akademieorchester
Studierende der BSA treten regelmäßig im hauseigenen Pierre Boulez Saal in der Reihe der Akademiekonzerte auf. Das Akademieorchester debütierte im April 2023 unter der Leitung von Daniel Barenboim im Pierre Boulez Saal und ist seitdem regelmäßig dort zu hören.
Unter der Intendanz von Ole Bækhøj werden jährlich mehr als 100 Konzerte, zumeist mit Kammermusik, im hauseigenen Pierre-Boulez-Saal aufgeführt.

## Mitglieder der Fakultät (Auswahl)
Quelle: 
- Michael Barenboim
- Jörg Widmann
- Frans Helmerson
- Rainer Honeck
- Emmanuel Pahud
- András Schiff
- Michael Wendeberg
- Jacob Eder

## Gebäude
Das Gebäude des früheren Kulissenlagers der Lindenoper wurde 1952–1954 nach Entwürfen des Architekten Richard Paulick erbaut und steht unter Denkmalschutz. Als es in den Jahren 2014 und 2015 zunächst entkernt wurde, musste deshalb das gesamte Äußere das Bauwerks erhalten werden, während das Innenleben nach den Anforderungen einer Musikakademie nach pro bono erstellten Planungen des Architekten Frank Gehry und unter Beteiligung des Architektenbüros HG Merz GmbH völlig neu gebaut werden konnte. Der Bauetat lag bei 33,7 Millionen Euro, wovon 20 Millionen Euro aus Bundesmitteln und der Rest überwiegend aus Spenden bestritten wurde. Zu den ersten Stiftern gehörte dabei der ehemalige italienische Staatspräsident Giorgio Napolitano.
Seit dem Umbau gibt es im Gebäude nun einen Hörsaal, mehrere Seminarräume, 21 Probenräume und seit März 2017 auch einen Kammermusiksaal, den nach dem französischen Dirigenten Pierre Boulez benannten Hauptsaal des Hauses.

## Pierre-Boulez-Saal

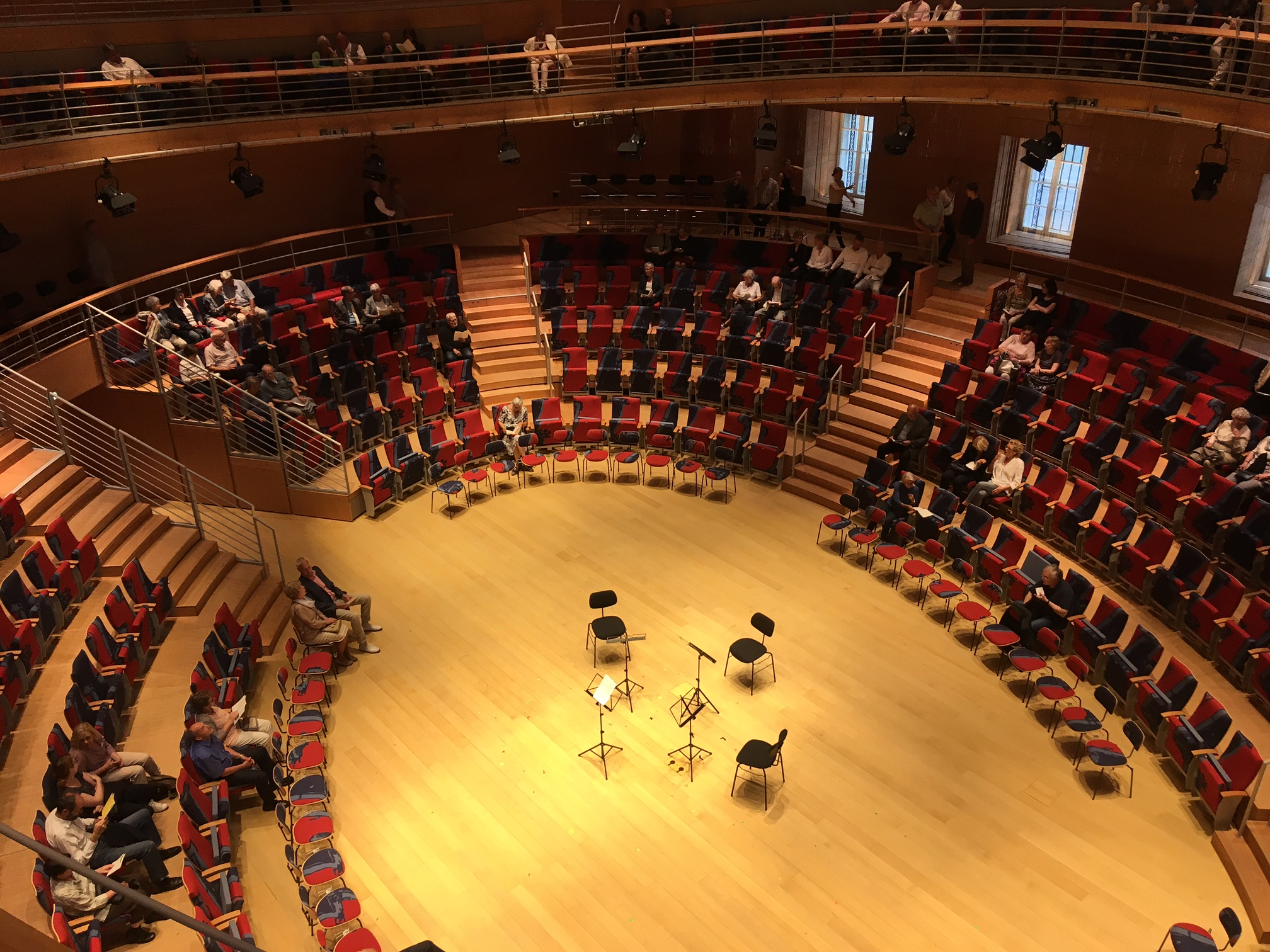
Der Pierre-Boulez-Saal, Konzertsaal der Akademie

Als Herzstück der Akademie wurde im März 2017 abschließend auch der Pierre-Boulez-Saal (Eigenschreibweise: Pierre Boulez Saal) eröffnet. Dieser Kammermusik-Saal wird seither als Spielstätte für die Studierenden und als kommerzieller Konzertsaal genutzt. Seine akustischen Eigenschaften resultieren aus der Zusammenarbeit mit dem renommierten japanischen Akustiker Yasuhisa Toyota.
Der quaderförmige Saal für mittelgroße Orchester umhaust die elliptische Bühne und die ebenso angeordneten Zuhörerplätze (bis zu 682 Besucher). Der eigentliche Konzertraum erhielt elliptische Rangeinbauten, in deren Zentrum die Musiker sitzen. Die um das Parkett der Spielfläche gruppierten Sitzreihen können in der Höhe ein- und ausgefahren werden, um variabel mehr Innenraum oder mehr Zuschauerplätze verfügbar zu machen.
Der 320 Tonnen schwere, ovale als Doppelring ausgeführte Rang ist so ineinander verschoben, dass er zu schweben scheint, indem er kaum sichtbar an nur fünf Stellen an den Wänden des Saals verankert ist. Die Wandverkleidungen bestehen überwiegend aus hellem kanadischen Zedernholz.
Barenboim regte an, den Saal nach dem französischen Dirigenten und Komponisten Pierre Boulez zu benennen, von dessen Gedanken sich Architekt Frank Gehry leiten ließ. Dieser verabscheut Räume wie „Schuhschachteln“, in denen das Orchester quasi wie abgestellt wirkt.
Der Saal sei, so Barenboim:
„Ein Ort, wo sich Menschen treffen, um eine Atmosphäre der Kommunikation, des Zuhörens und Verstehens zu schaffen.“
Zur Eröffnung des Saals am 4. März 2017 dirigierte Barenboim in Anwesenheit von Bundespräsident Joachim Gauck auch das Orchester und betätigte sich neben der Sopranistin Anna Prohaska und dem Klarinettisten und Komponisten Jörg Widmann als Pianist.

## Finanzierung
Das Gebäude wird der Musikhochschule vom Land Berlin per Erbbaurechtsvertrag für einen Betrag von einem Euro pro Jahr für 99 Jahre überlassen. Die Kosten für den Betrieb werden aus dem deutsche Bundeshaushalt finanziert.